# The Adventures of Sam & Max: Freelance Police
Пригоди Сема і Макса: Позаштатна поліція (англ. The Adventures of Sam & Max: Freelance Police) — американо-канадський телевізійний мультиплікаційний серіал, головними героями якого є Сем і Макс, пара поліцейських на громадських засадах і приватних. Сем — антропоморфний пес, Макс — антропоморфний кролик. Серіал був створений за участю Стіва Перселла, творець оригінальної серії коміксів. Дебют мультфільму відбувся у жовтні 1997 року на каналах Fox Kids в США та YTV в Канаді. Загалом в ефір вийшло 24 епізоди. У 1998 році серіал був удостоєний премії Джеміні у номінації «Найкращий анімаційний серіал». Серіал завершився у квітні 1998 року. За винятком першого та останнього епізодів, які мали тривалість близько 20 хвилин, решта серій тривала близько 10 хвилин, і, як правило, в ефір виходили парами.

## Сетинг
Серіал розповідає про детективів, які отримують завдання від загадкового комісара, особистість якого не розкривається. Завдання, як правило, приводять їх у далекі та екзотичні місця: на Місяць, гору Олімп, центр Землі або води лагуни Боханк, населеною мутантами. У проміжку між завданнями, герої примудряються подорожувати у часі, полювати на снігової людини та займатися іншими дивними речами. До свят приурочено кілька спеціальних випусків, таких як відвідування в'язниці на Різдво та доставка штучного серця на День святого Валентина.

## Персонажі
- Сем (Sam): антропоморфний пес-детектив зростанням 6 футів (183 см), одягнений в костюм і капелюх у стилі нуар. Оригінальне озвучування — Харві Аткін.
- Макс (Max) легко збуджуване «гіперкінетична кроликоподібна істота». У два рази нижче за Сема, одягу не носить. Оригінальне озвучування — Роберт Тінклер.
- Комісар (The Commissioner): Таємничий агент, який призначає завдання Сему і Максу і єдиний їх зв'язок з будь-яким офіційним органом. Оригінальне озвучування — Ден Хеннессі.
- Дарла «Ґік» Ґуґенхік (Darla «The Geek» Gugenheek): вчений-підліток, допомагає Сему і Максу. Живе у детективів під будинком у власному «Подвалі самотності». Часто забезпечує героїв гаджетами та винаходами, корисними у їхніх пригодах. Єдиний головний герой, ніколи не з'являвся у коміксах. Оригінальне озвучування — Трейсі Мур.

## Список епізодів
| № серії | Назва серії                       | Режисер(и)    | Сценарист(и)                                   | Оригінальна дата показу |
| --- | --------------------------------- | ------------- | ---------------------------------------------- | ----------------------- |
| 1 | «The Thing That Wouldn't Stop It» | Стів Уайтхауз | Дж. Д. Сміт                                    | 4 жовтня 1997           |
| Незрозумілий монстр із холодильника Гік нападає на людей. Сем і Макс повинні знайти спосіб зупинити його! |                                   |               |                                                |                         |
| 2A | «The Second Show Ever»            | Стів Уайтхауз | Дж. Д. Сміт                                    | 11 жовтня 1997          |
| Сем і Макс приходять до школи на День кар'єри і ведуть клас у космос, де зустрічають інопланетянина, які планують знищити Землю. Вони намагаються його зупинити і водночас дати добрий приклад дітям.                                                  |                                   |               |                                                |                         |
| 2B | «Max's Big Day»                   | Стів Уайтхауз | Дж. Д. Сміт                                    | 11 жовтня 1997          |
| Сем і Макс відправляються на острів, де морські свинки оголошують Макса «обраним». Але Макс повинен розлучитися із Семом. Чи зможе він так вчинити? |                                   |               |                                                |                         |
| 3A | «Bad Day on the Moon»             | Стів Уайтхауз | Стів Перселл                                   | 18 жовтня 1997          |
| Засновано на однойменному коміксі. Сем і Макс летять на Місяць, щоб допомогти народу щурів упоратися з тарганами. |                                   |               |                                                |                         |
| 3B | «They Came from Down There»       | Стів Уайтхауз | Х'ю Даффі                                      | 18 жовтня 1997          |
| Населення міста перетворилося на натовп рибоподібних зомбі через їжу для морських мавпочок Мака Салмона. |                                   |               |                                                |                         |
| 4A | «The Friend for Life»             | Стів Уайтхауз | Стів Перселл                                   | 25 жовтня 1997          |
| Лорна Подруга-на-Все-Життя випадково упускає Божевільного Трагіка. Тоді вона бере його в заручники і вимагає, щоб Сем і Макс уклали їм компанію в будинку незвичайних розваг.                                                                          |                                   |               |                                                |                         |
| 4B | «Dysfunction of the Gods»         | Стів Уайтхауз | Марті Айзенберг, Роберт. Н. Скір               | 25 жовтня 1997          |
| Зевс і Гера посварилися. Якщо Сем і Макс не допоможуть їм помиритися, на пару детективів чекає швидка старість. |                                   |               |                                                |                         |
| 5A | «Big Trouble at the Earth's Core» | Стів Уайтхауз | Боб Ардайл                                     | 1 листопада 1997        |
| Сем і Макс відправляються до центру Землі, щоб перешкодити кротам підірвати землю, знизивши температуру ядра планети, а заразом допомогти їм знайти подружок!                                                                                          |                                   |               |                                                |                         |
| 5B | «A Glitch in Time»                | Стів Уайтхауз | Дейл Скотт                                     | 1 листопада 1997        |
| Макс знаходить годинник для подорожей у часі і разом із Семом вирушає у дитинство, щоб змінити історію. В результаті Сем ніколи не стане детективом.                                                                                                   |                                   |               |                                                |                         |
| 6A | «That Darn Gator»                 | Стів Уайтхауз | Джеймі Тетхем                                  | 8 листопада 1997        |
| Сем і Макс намагаються виростити дитинча алігатора. |                                   |               |                                                |                         |
| 6B | «We Drop at Dawn»                 | Стів Уайтхауз | Х'ю Даффі                                      | 8 листопада 1997        |
| Сем і Макс висаджуються у джунглях (у Центральному парку Нью-Йорка), щоб розшукати ключі Комісара. |                                   |               |                                                |                         |
| 7A | «Christmas Bloody Christmas»      | Стів Уайтхауз | Стів Перселл                                   | 20 грудня 1997          |
| Сем і Макс проводять різдво у бабусі Сема у в'язниці найсуворішого режиму на Кровавому острові. Але злочинці намагаються втекти і детективам доведеться їх зупинити.                                                                                   |                                   |               |                                                |                         |
| 7B | «It's Dangly Deever Time»         | Стів Уайтхауз | Стів Перселл, Марті Айзенберг, Роберт. Н. Скір | 20 грудня 1997          |
| У Сема і Макса зламався телевізор, і вони вирішують користуватися старовинним приймачем Гік. В результаті оживають дивні персонажі, один із яких намагається захопити місто.                                                                           |                                   |               |                                                |                         |
| 8A | «Aaiiieee Robot»                  | Стів Уайтхауз | Марті Айзенберг, Роберт. Н. Скір               | 6 лютого 1998           |
| Коли робот Мега Макс 3000 урятував землю від метеорита, іншої роботи йому не знайшлося. Тоді Сем і Макс відправляють робота в Японію боротися з гігантським немовлям.                                                                                  |                                   |               |                                                |                         |
| 8B | «The Glazed McGuffin Affair»      | Стів Уайтхауз | Боб Ардайл                                     | 6 лютого 1998           |
| Сем і Макс намагаються переконати Кента Стендіда, який заборонив улюблені снеки детективів, змінити своє рішення. Для цього вони змушують його хоча б спробувати продукт.                                                                              |                                   |               |                                                |                         |
| 9A | «The Tell Tale Tail»              | Стів Уайтхауз | Тім Бернс                                      | 13 лютого 1998          |
| За мотивами історії Франкенштейна |                                   |               |                                                |                         |
| 9B | «The Trouble with Gary»           | Стів Уайтхауз | Трейсі Берна                                   | 13 лютого 1998          |
| Сем і Макс стають няньками у дитини, здатної змінювати події силою думки. Дитина допомагає детективам у боротьбі зі злочинністю та вчиться веселитися у стилі Сема і Макса.                                                                            |                                   |               |                                                |                         |
| 10A | «Tonight We Love»                 | Стів Уайтхауз | Х'ю Даффі                                      | 20 лютого 1998          |
| Сем і Макс повинні доставити штучне серце президенту Дня святого Валентина, проте справа ускладнюється тим, що їхній автомобіль викрадено закоханою парочкою.                                                                                          |                                   |               |                                                |                         |
| 10B | «The Invaders»                    | Стів Уайтхауз | Марті Айзенберг, Роберт. Н. Скір               | 20 лютого 1998          |
| Два крихітних інопланетянина невпинно намагаються знищити Сема і Макса (і що б детективи не робили, зупинити прибульців не вдається). |                                   |               |                                                |                         |
| 11A | «Kiss Kiss, Bang Bang»            | Стів Уайтхауз | Х'ю Даффі                                      | 27 лютого 1998          |
| Сем і Макс повинні стати агентами 007, щоб не дати лідеру T.R.U.S.S. Ларво та його фастфудним міньйонам огидний вірус. |                                   |               |                                                |                         |
| 11B | «Little Bigfoot»                  | Стів Уайтхауз | Стів Перселл                                   | 27 лютого 1998          |
| Сем і Макс рятують дитину снігової людини від участі стати помічником офіціанта і намагаються відправити в дикі ліси, де живуть його родичі. |                                   |               |                                                |                         |
| 12A | «Fools Die on Friday»             | Стів Уайтхауз | Джеймі Тетхем                                  | 18 квітня 1998          |
| Сем і Макс намагаються запобігти угону дирижабля з метою врізатися на ньому в Статую Свободи. Але з'ясовується, що викрадач — Лорна Подруга-на-Все-Життя.                                                                                              |                                   |               |                                                |                         |
| 12B | «Sam & Max vs. the Uglions»       | Стів Уайтхауз | Тім Бернс, Дж. Д. Сміт                         | 18 квітня 1998          |
| Інопланетяни відкривають новий ресторан «The Frying Saucer», призначений для людей. Сем і Макс повинні зупинити інопланетян, перш ніж уряд США влаштує ядерний голокост, намагаючись зупинити інопланетян.                                             |                                   |               |                                                |                         |
| 13 | «The Final Episode»               | Стів Уайтхауз | Дж. Д. Сміт                                    | 25 квітня 1998          |
| Лиходії з попередніх серій, очолювані Маком Салмоном, мають намір вбити Сема і Макса, прив'язавши їх до бомби і скинувши в жерло вулкана. Детективи намагаються звільнитися і здолати противників, по ходу справи згадуючи випадки з колишнього життя. |                                   |               |                                                |                         |

## Особливості серіалу
- Перший епізод серіалу вийшов 4 жовтня 1997 року, останній — 25 квітня 1998 року.
- На сайт телекомпанії-виробника Nelvana вказано 13 епізодів: усі серії, що виходили парами представлені як один епізод, що відповідає трансляції в ефірі.
- Сюжет та образ головного лиходія в першому епізоді The Thing That Wouldn’t Stop It є вільною пародією на фільм Джона Карпентера «Щось» (1982). Є також численні посилання на фільм «Чужі» (1986).
- У другому епізоді The Second Show Ever пародуються початок фільму Стенлі Кубріка «Космічна одіссея 2001 року» (1968), мультсеріал «Флінтстоуни» та оповідання Редьярда Кіплінга «Людина, що хотіла стати королем».
- Четвертий епізод Bad Day on the Moon є досить точною адаптацією однойменного коміксу Стіва Перселла.
- В дев'ятому епізоді A Glitch in Time пародується оповідання Рея Бредбері «Гуркіт грому».
- В одинадцятому епізоді We Drop at Dawn наявні посилання на фільм «Апокаліпсис сьогодні» (1979).
- Назва чотирнадцятого епізоду Aaiiieee Robot пародує назву циклу оповідань Айзека Азімова «Я, робот».
- Шістнадцятий епізод The Tell Tale Tail заснований на фільмі «Франкенштейн Мері Шеллі» (1994).
- Сімнадцятий епізод The Trouble with Gary є пародією оповідання Джерома Біксбі It’s a Good Life.
- Двадцятий епізод Kiss Kiss, Bang Bang є пародією на фільми про Джеймсе Бонде.
- Двадцять перший епізод Little Bigfoot має посилання на фільм «Капітан Гак» (1991) та квест компанії LucasArts Sam & Max Hit the Road (1993).

## Інші релізи

### Відеокасети
Вибрані епізоди серіалу були випущені у вигляді трьох окремих збірок на відеокасетах компанією Sullivan Entertainment. Зміст касет наведено у таблиці.
| The Y Files                                                                                    | All Creatures Great and Small | Come Fly With Me |
| ---------------------------------------------------------------------------------------------- | --- | --- |
| - Sam & Max vs. the Uglions - The Invaders - They Came From Down There - The Trouble with Gary | - The Thing That Wouldn’t Stop It - The Second Show Ever - The Tell Tale Tail - Big Trouble at the Earth’s Core - That Darn Gator - Little Bigfoot | - Max’s Big Day - Dysfunction of the Gods - We Drop at Dawn - Bad Day on the Moon - Kiss Kiss, Bang Bang - Aaiiieee Robot |

### DVD
11 березня 2008 року серіал був виданий компанією Shout! Factory на DVD. Обкладинку диска оформив Стів Перселл, у комплект також увійшли три освітні мультфільми, інтерв'ю автора ідеї, невеликий ролик про компанію Telltale Games (розробник і видавець серії квестів про Сема і Макса), галерея малюнків, Original Series Bible, флеш-мультфільм під назвою Our Bewildering Universe, демоверсія ігри Ice Station Santa та наклейка для диска із зображенням Сема і Макса.

### Веб-реліз
11 жовтня 2006 року сервіс GameTap оголосив, що на GameTap TV щотижня публікуватиметься один епізод серіалу як підтримка виходу гри Telltale Games Sam & Max: Season One. Епізоди з'являлися без порядку трансляції по телеканалах. До середини липня 2008 року усі серії окрім Fools Die on Friday (що, ймовірно, пов'язано з терористичними актами 11 вересня 2001 року) були безкоштовно доступні для перегляду онлайн. Згодом ця частина сайту виявилася закритою у зв'язку зі зміною дизайну GameTap TV. В даний час серії можна безкоштовно подивитися на YouTube на каналі YTV Direct